# 14F
14F es un álbum recopilatorio presentado por el compositor puertorriqueño Wise, en colaboración con el productor DJ Luian. Del álbum se desprende el sencillo promocional «Baby Boo», con la participación vocal de Cosculluela. Otras colaboraciones en el material incluyen a Arcángel, De la Ghetto, Farruko, Zion & Lennox, entre otros.

## Concepto
Gabriel Cruz Padilla, conocido como Wise, empezó a componer canciones desde los 13 años, logrando notoriedad local con su composición «Hasta el sol de hoy» que fue interpretada por el cantante de salsa Edgar Joel. Luego de un período en la escena underground como Wise da Gangsta, empezó a tomar un rol más predominante en la composición de distintas canciones de reguetón, como «Mayor que yo» (2005) de Luny Tunes, «Down» (2006) de R.K.M. & Ken-Y, «Zun da da» (2007) de Zion, entre otras.
«Estoy contento de poder contar en mis planes con DJ Luian quien además de ser mi “team” perfecto se ha convertido en un hermano y gran amigo para mí. La forma de hacer producciones tomara otro giro y prometemos dirigirlo por mucho tiempo».
— Wise (2015).

## Lista de canciones
| N.º   | Título                    | Intérprete(s)              | Duración |  |
| 1.    | «Bye Bye»                 | Farruko                    | 3:57     |  |
| 2.    | «Me dejo llevar»          | Arcángel                   | 2:53     |  |
| 3.    | «En la nada»              | Zion & Lennox              | 4:13     |  |
| 4.    | «Necesito de ti»          | De la Ghetto               | 3:42     |  |
| 5.    | «Periódico de ayer»       | Jory con Ñengo Flow        | 3:47     |  |
| 6.    | «Mi ángel»                | Maluma con Ken-Y           | 3:35     |  |
| 7.    | «Ay, Ay, Ay»              | Baby Rasta & Gringo        | 4:00     |  |
| 8.    | «Él no estará a mi nivel» | J Álvarez                  | 3:18     |  |
| 9.    | «Baby Boo»                | Cosculluela                | 3:36     |  |
| 10.   | «Envejecer donmigo»       | Randy                      | 3:10     |  |
| 11.   | «No lo deseas na'»        | Pusho                      | 3:15     |  |
| 12.   | «Decisiones»              | Luigi 21 Plus con Arcángel | 3:14     |  |
| 13.   | «No reciclo amores»       | Yomo                       | 4:33     |  |
| 14.   | «Déjate llevar»           | Wise con Gotay             | 3:34     |  |
| 15.   | «Si te vas»               | Genio                      | 4:06     |  |
| 16.   | «Sin ti»                  | Wise con Alexa             | 3:26     |  |
| 58:45 |                           |                            |          |  |

| Remezclas |                    |                                                |          |  |
| N.º       | Título             | Intérprete(s)                                  | Duración |  |
| 1.        | «Baby Boo (Remix)» | Cosculluela con Arcángel, Daddy Yankee y Wisin | 5:02     |  |

## Posicionamiento en listas
| Listas (2015)                        | Mejor posición |
| ------------------------------------ | -------------- |
| Estados Unidos (Latin Rhythm Albums) | 9              |